# Snap Inc.
Ne doit pas être confondu avec Snapchat.
Snap Inc. (anciennement Snapchat Inc.) est une entreprise américaine basée en Californie à Venice. Ses produits comprennent les applications Snapchat et Bitmoji, ainsi que les lunettes Spectacles, munies d'une caméra. L'entreprise Snapchat Inc a été créée le 16 septembre 2011 par Evan Spiegel et Bobby Murphy. Elle prend le nom de « Snap Inc. » en septembre 2016, simultanément au lancement des lunettes connectées Spectacles,,. En mars 2017, l'entreprise est introduite à la bourse de New York.

## Historique
L'entreprise Snapchat Inc. est créée en septembre 2011, mois qui marque le lancement de l'application Snapchat sur l'App Store, quelques mois après un premier essai sous le nom de Picaboo.
En décembre 2013, Emily White, ancienne collaboratrice chez Facebook, Instagram, et Google, est engagée en tant que directrice des opérations, pour favoriser les activités génératrices de revenus pour la compagnie. Au cours de son année dans la société, elle lance notamment deux formats publicitaires, et invite les médias à investir le réseau social en janvier 2015. Emily White quitte Snapchat Inc en mars 2015.
En octobre 2013, Facebook fait une proposition de rachat à Snapchat pour un montant dépassant le milliard de dollars. Après un premier refus, l'entreprise de Mark Zuckerberg fait une seconde proposition de rachat laquelle il propose trois milliards de dollars, à nouveau rejetée par la direction de la société.
Au cours de l'année 2014, la société lève 485,6 millions de dollars et en mars 2015, Alibaba investit dans la société à hauteur de 200 millions de dollars, relevant la valorisation de la société à quinze milliards de dollars. Snapchat Inc entre alors dans le trio de tête des startups les mieux valorisées dans le monde avec Xiaomi et Uber.
En septembre 2015, Snapchat fait l'acquisition de Looksery, startup ayant développé une application de retouche photo et vidéo. En juillet 2016, c'est au tour de la société Bitstrips d'être rachetée par Snapchat Inc, pour un montant évoqué de 100 millions de dollars.
En septembre 2016, Snapchat Inc dévoile son premier hardware, des lunettes connectées en bluetooth avec caméra intégrée, permettant de prendre des vidéos avec un angle de 115°, sous le nom Spectacles. C'est à cette occasion que la compagnie américaine choisit de changer de nom en raccourcissant Snapchat Inc en Snap Inc.
En 2016, le chiffre d'affaires de la compagnie atteint 404,5 millions de dollars, soit une augmentation de ses revenus de près de 600 % en un an.
En janvier 2017, le PDG de Sony Entertainment, Michael Lynton, annonce son départ pour rejoindre Snap en tant que Président du Conseil d'Administration.
Le 2 mars 2017, la société entre en bourse pour 17 dollars par action et ouvre en hausse de plus de 40 %. Cette entrée en bourse est la plus grosse introduction boursière aux États-Unis d’une entreprise consacrée aux technologies depuis Facebook en 2012
En juin 2017, Snap Inc acquiert la startup Zenly pour un montant compris entre 250 et 350 millions de dollars,. Le 8 novembre 2017, Tencent annonce avoir racheté 12 % du capital de Snap Inc.
En 2018, l’entreprise annonce une vague de licenciement  de 120 postes, ce qui est alors la quatrième vague en l’espace de six mois. La même année, Snap Inc annonce la signature de contrats avec Universal, Disney et l’entreprise de chaîne de parcs de loisirs Six Flags afin de développer des applications centrées sur des technologies de réalité augmentée.
Sur l’année 2018, le chiffre d’affaires de l'entreprise s’élèverait à 262 millions de dollars contre une perte trimestrielle aux alentours de 353 millions de dollars.
En mars 2021, Snap accentue sa présence dans le secteur du e-commerce en rachetant Fit Analytics, une start-up allemande qui développe des outils permettant aux consommateurs à choisir la bonne taille d'un vêtement lorsqu'ils font des achats en ligne.
Evan Spiegel annonce une restructuration du groupe le 31 août 2022, qui doit conduire à la suppression de 20% des effectifs d'une part (environ 1200 salariés) et d'une diminution des investissements sur les projets latéraux d'autre part,. Le groupe va progressivement cesser les séries exclusives Snap Originals, Minis, sa division Games et le drone Pixy, tout en réduisant l'activité de l'application et Voisey (création musicale). L'application Zenly sera fermée et les salariés associés à celle-ci, tous basés en France, licenciés.
Le 5 janvier 2024, Snap Inc, la société mère de Snapchat, a annoncé qu'elle allait licencier environ 10 % de sa main-d'œuvre mondiale, soit environ 500 employés. Cette réduction importante, qui fait suite à une réduction de 20 % du personnel en 2022, vise à rationaliser les opérations et à améliorer en partie la collaboration en personne.

## Capital
Au cours de l’année 2013, l’application Snapchat fait l’objet de plusieurs propositions de rachat, notamment par la société Facebook. En effet, l’entreprise de Mark Zuckerberg propose plus d’un milliard de dollars mais l’entreprise Snapchat Inc refuse, tout comme la deuxième offre de trois milliards de dollars. Par la suite, l’entreprise chinoise Tencent, spécialisée dans les services internet et mobiles, mais aussi Google tentent de racheter l’entreprise sans succès.
L'année 2014 est marquée par une levée de 485,6 millions de dollars en provenant de vingt-trois investisseurs dont notamment Yahoo! Ou encore le fonds Kleiner Perkins Caufield & Byers.
En 2015, l’entreprise chinoise Alibaba investit près de 200 millions de dollars dans Snapchat Inc. Cette action a pour conséquence de revaloriser l’entreprise à quinze milliards de dollars ce qui fait d'elle une des startups les plus valorisées dans le monde derrière les 45 milliards de dollars pour l'entreprise chinoise Xiaomi et les 40 milliards de dollars pour la société américaine Uber. Snapchat Inc est alors, à l’époque, sur le podium des startups les plus fortement valorisées dans le monde, et cela sans avoir encore enregistrée de bénéfices.
Liste des principaux actionnaires au 18 avril 2022 :
| Nom                                  | %      |
| ------------------------------------ | ------ |
| Tencent Holdings Limited             | 10,6 % |
| T. Rowe Price Associates             | 8,91 % |
| Bobby Murphy                         | 5,94 % |
| en:Edgewood Management               | 5,35 % |
| The Vanguard Group                   | 4,67 % |
| Fidelity Management & Research       | 3,66 % |
| Morgan Stanley Investment Management | 3,53 % |
| Evan Spiegel                         | 2,95 % |
| Jennison Associates                  | 2,49 % |
| en:Lone Pine Capital                 | 2,44 % |

## Les produits

### Snapchat
Snapchat est une application gratuite de partage de photos et de vidéos disponible sur plateformes mobiles iOS et Android. Elle a été conçue et développée par des étudiants de l'université Stanford en Californie. La particularité de cette application est l'existence d'une limite de temps de visualisation du média envoyé à ses destinataires.

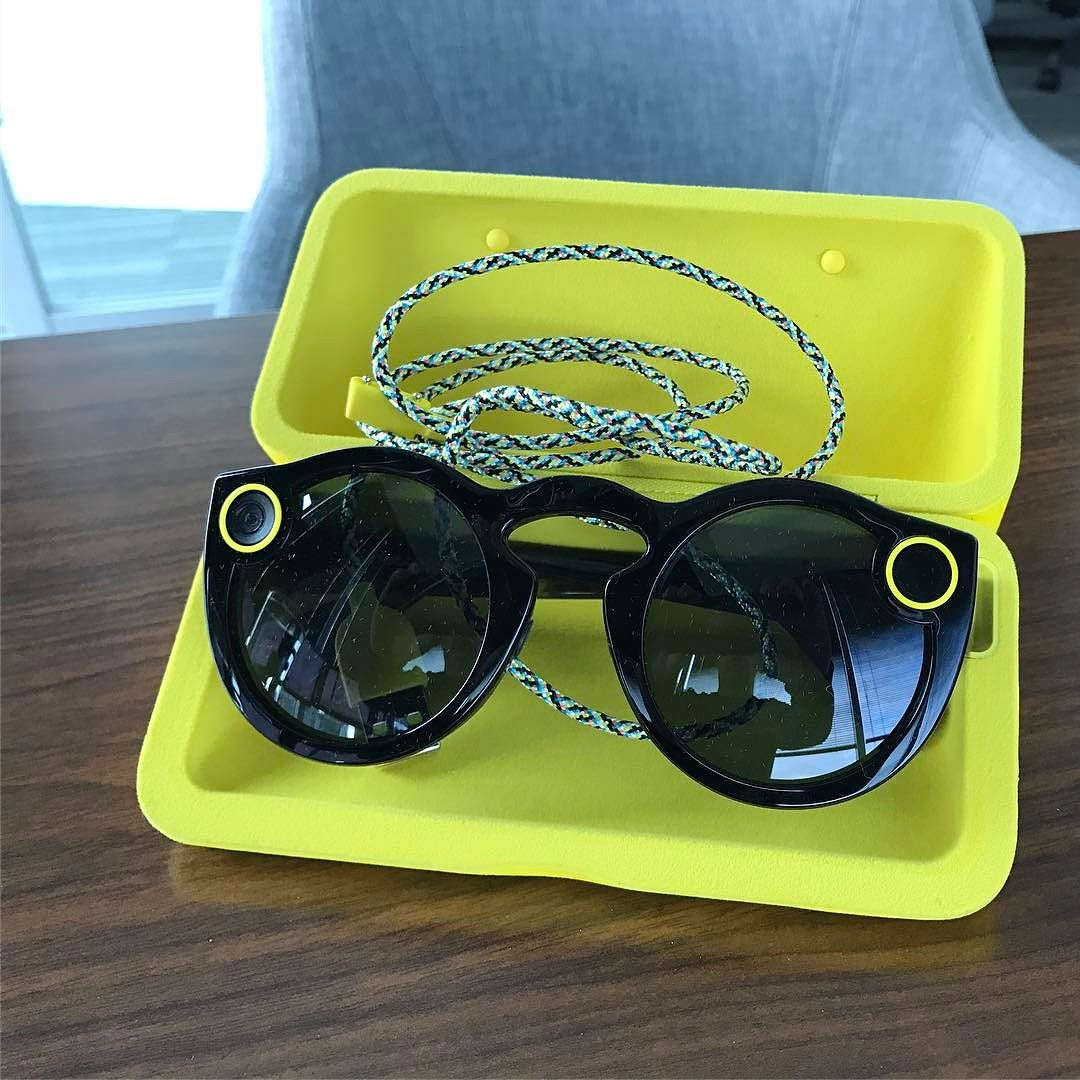
Lunettes Spectacles.

### Spectacles
En 2016, l'entreprise se lance dans la vente de lunettes de soleils connectées et équipées de mini caméras nommées « Spectacles » permettant aux utilisateurs de partager directement sur Snapchat ce qu’ils voient. Après avoir tapé sur une branche, les lunettes peuvent enregistrer jusqu'à dix secondes de vidéo et chaque nouvelle « tape » enregistre une nouvelle vidéo. En octobre 2017, Evan Spiegel, disait avoir vendu 150 000 paires depuis le lancement du produit qui a rencontré un succès limité.
À partir de 2021, les versions de Spectacles les plus récentes disposent désormais de capacités de Réalité augmentée, permettant d'afficher et d'interagir avec du contenu en haute définition directement depuis les lentilles des lunettes. 

### Zenly
En 2017, Snap Inc achète la startup française Zenly consacrée à la géolocalisation. Cette application a été créée par Alexis Bonillo et Antoine Martin, cofondateurs de la startup, avec à l'origine l'idée d'une carte interactive pour que les parents puissent surveiller leurs enfants. Cependant les créateurs se ravisent et créent Zenly, une appli de géolocalisation en temps réel qui sera rachetée par Snap Inc. pour plus de 250 millions de dollars afin d'incorporer dans Snapchat les fonctionnalités de Zenly et de permettre la naissance de Snap Map.
Zenly a été fermée par Snap Inc. en février 2023

### Bitmoji
Bitmoji est une application qui permet de créer un avatar à son image et de lui donner vie dans des bandes dessinées. Cette application a été développée par la société Bitstrips (en) basée à Toronto, au Canada. Elle a été rachetée par Snap Inc en 2016 pour 100 millions de dollars et intégrée dans son service par la suite afin de pouvoir l'utiliser dans l'application.